# Guillaume Ritter

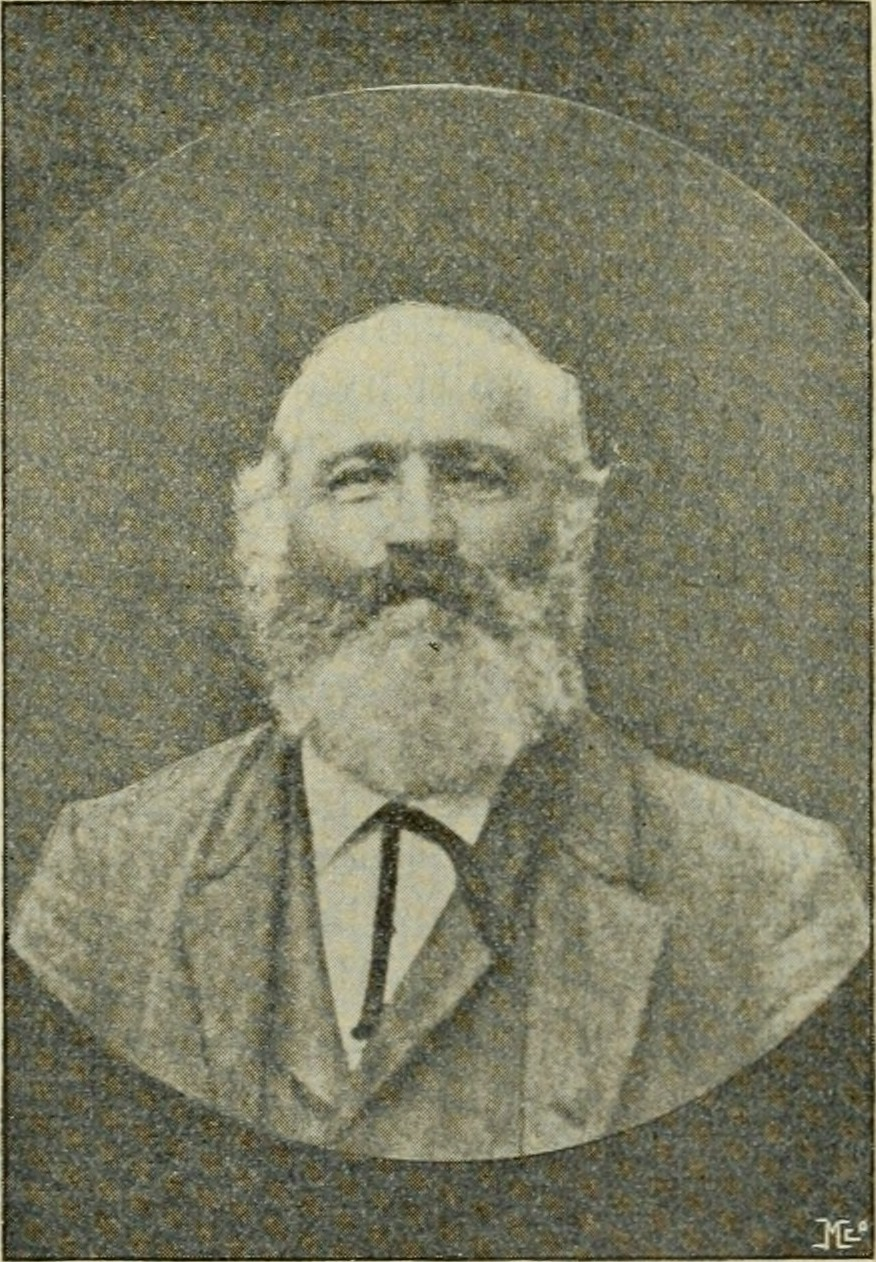
Guillaume Ritter

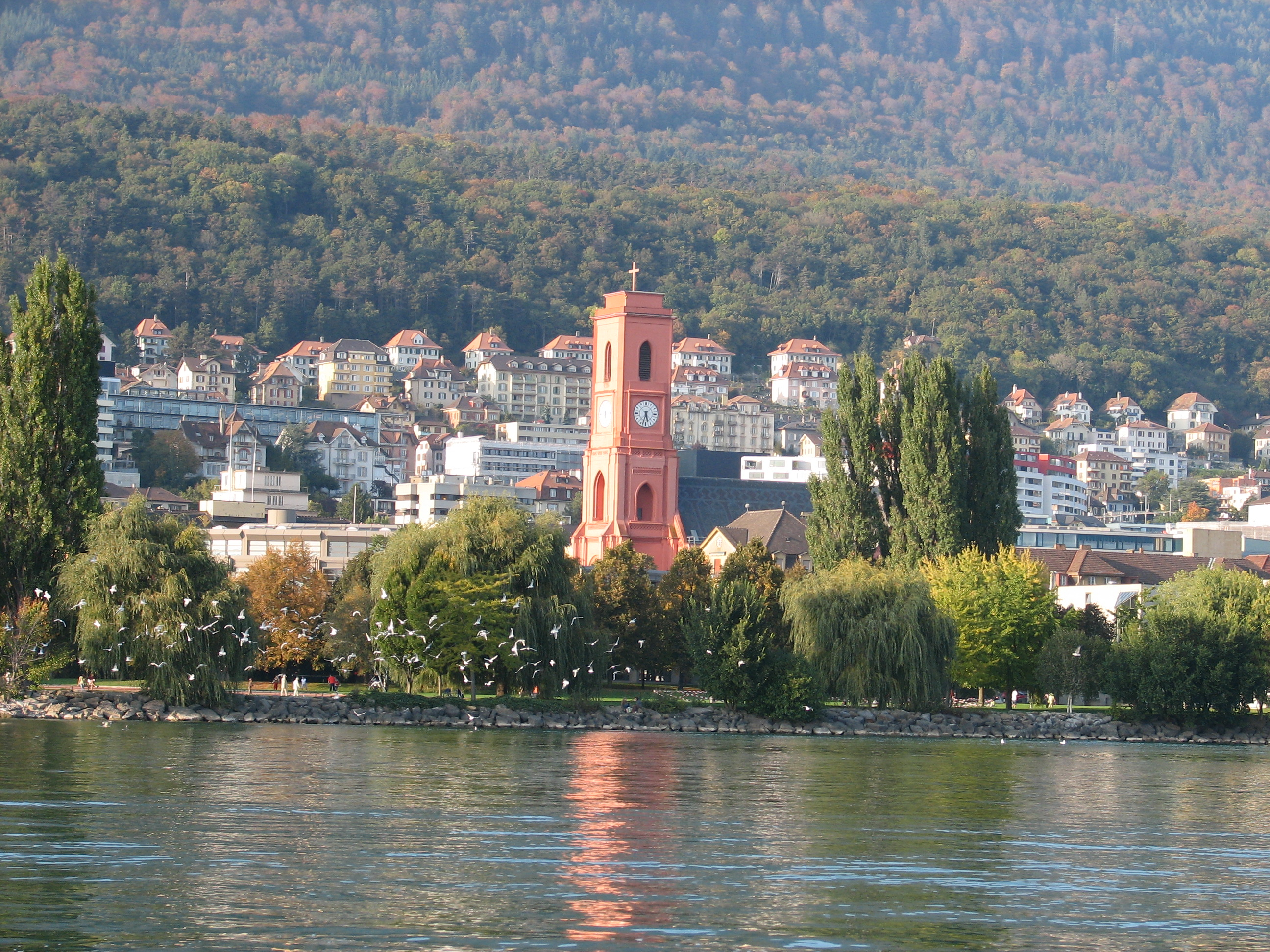
Die Église rouge in Neuenburg, ein Kulturgut von nationaler Bedeutung

Guillaume Ritter (* 13. August 1835 in Neuenburg; † 16. September 1912 in Monruz, heute ebenfalls Neuenburg) (auch Wilhelm Ritter) war ein Schweizer Wasserbauingenieur und Architekt.

## Leben
Der Sohn elsässischer Eltern schloss sein Studium in Paris im Alter von 21 Jahren ab. Nach einer Tätigkeit für die Herstellung einer zentralen Wasserversorgung für Avignon 1869 folgten 1870 bis 1875 Projekte für die Wasserversorgung in Freiburg, 1875 für Genf und in den beiden darauffolgenden Jahren für Neuenburg und La Chaux-de-Fonds.
Bau und Projektierung der Wasserversorgung Freiburgs, wo er gleichzeitig Mitbegründer der Société des Eaux et Forêts (Groupe E) war, waren damals wagemutig. Das Wasserwerk Pérolles-See, für das die Sarine aufgestaut wurde, galt lange Zeit als eine der bedeutendsten Anlagen der Schweiz. Freiburg erhielt damit die erste Druckwasserversorgung. Die mechanische Energie (300 PS) wurde auf das Plateau Pérolles übertragen, um die dort geplanten Industriebetriebe zu versorgen. Diese Übertragung wurde mittels Drahtseilen, damals teledynamische Kraftübertragung genannt, realisiert.
Ebenfalls ambitioniert war die Versorgung der Stadt La Chaux-de-Fonds aus dem Wasser der Areuse, das dafür um 500 m angehoben werden musste. Ritter erhielt für die technische Durchführung die Ehrenbürgerschaft der Stadt.

Ritter machte darüber hinaus viele weitere Vorschläge zur gesamthaften kommerziellen Nutzung der Wasserkräfte, für Kanton Neuenburg zwischen 1864 und 1879 etwa die Nutzung von Seyon, Areuse und Doubs hinsichtlich Wasserkraft (für Industrie und Transport, nämlich Standseilbahnen), Elektrizitätsgewinnung, Trinkwasserversorgung und Nutzung der Humanabwässer als Dünger. Ritters Hauptinteresse galt 

«… dem Ziel, allen Menschen die Errungenschaften des Fortschritts zugänglich zu machen: sauberes Trinkwasser, industrielle Energie und elektrische Beleuchtung. Er koppelte die Präzision des Technikers und die Phantasie eines zukunftsgläubigen an einen kühnen Unternehmergeist und war von seinen Ideen überzeugter und überzeugender Mann.»

Wie überhaupt viele seiner über einhundert Projekte Papier blieben, vornehmlich in der Schweiz und Frankreich, kam auch sein finanziell und technisch aufwändigster Vorschlag über das Planungs- und Akquisitionsstadiumnicht hinaus, die Wasserversorgung von Paris aus dem Wasser des Neuenburger Sees, ein 37-km-Basistunnel unter dem Schweizer Jura und eine 470 km lange Pipeline wären dafür notwendig gewesen, Ritter rechnete mit Baubeginn 1900, 400 Millionen Franken Investitionskosten und einer Finanzierung bis ins Jahr 2000.
Als Architekt baute Ritter neben einigen Wohnhäusern in seiner Heimatstadt Neuenburg und natürlich den Hochbauten der Wasserkraftanlagen unter anderem das Erziehungsheim von Corcelles und, spät in seiner Laufbahn, die katholische Kirche in Neuenburg (1899–1906). Ebenfalls spät ging er auch in die Politik: Er war als Mitglied der Freisinnigen 1903 bis 1912 im Stadtrat von Neuenburg sowie von 1904 bis 1912 zugleich im Kantonsrat.

## Schriften (Auswahl)
- Une page d'histoire concernant l'utilisation des forces motrices du Rhône et de la régularisation du Lac Léman à Genève. Neuchâtel: Borel 1890
- Mémoire sur l'hydrologie des gorges de La Reuse et du bassin de Noiraigue. Impr. Soc. typ., Neuchâtel 1883. (Nachdruck aus dem Bulletin de la Societé des sciences naturelles)
- Eau, force, lumière, électricité, ou utilisation rationnelle des forces hydrauliques de La Reuse. Impr. Soc. typ., Neuchâtel 1882.
- Sur l'hydrologie des sources néocomiennes en général et plus particulièrement sur celle des sources de Gorgier (tannes) et de Saint-Aubin. Bulletin de la Société des Sciences Naturelles de Neuchâtel, Neuchâtel 1892
- Alimentation de la ville de Paris en eau, force et lumière électrique au moyen d'une dérivation des eaux des lacs du Jura suisse. Sonderdruck aus: Mémoires de la Société des ingénieurs civils, Paris 1888